# 妖こそ!うつつの分校
『妖こそ!うつつの分校』（ようこそ!うつつのぶんこう）(Welcome! Branch school of the ghost!)は、あろひろしによる日本の4コマ漫画作品。

## 作品概要
『まんがタイムファミリー』及び『まんがタイムジャンボ』（共に芳文社）それぞれの2013年2月号からゲスト扱いで連続掲載。その後、『まんがタイムジャンボ』では2013年6月号から本格連載が開始され、2015年8月号まで。『まんがタイムファミリー』では2013年7月号から2014年12月号まで本格連載された。
並行連載中、物語としては二誌間で同じエピソードを扱っていたが、『まんがタイムファミリー』では主に甲兵の視点から描かれる「人side」が、『まんがタイムジャンボ』では妖怪たちの視点から描かれる「妖side」が、それぞれ掲載されていた。コミックスでは両方の連載分が交互に収録されている。

## あらすじ
妖怪たちの学校に勤めるただ一人の人間教師・間榎甲兵と、その周囲とのドタバタを描いたコメディ作品。

## 設定
物語の主な舞台は、 私立宇津角学園（うつつのがくえん）分校。本校は人間の世界で普通の学校として存在しているが、分校はとある山奥・妖怪の里に建っており、生徒である妖怪たちに人間のことを教えている。甲兵が受け持つことになった昼間部は分校の中でも最上クラスで、そこに通う4人の生徒たちは全員、外見こそ子供だが200年ほど生きており、人間との間に子孫を残せるほどの妖力を得ている。夜間部も存在し、「人間社会に紛れ込む能力がある」と認められる前の妖怪たちが通っている。
分校が建っている妖怪の里は、日本国内の「どこでもあり、どこでもない場所」とされ、里から出るルートは毎回日本国内の異なる位置につながっている。出入りには基本的には里の許可が必要だが、勝手に迷い込んでしまう人間もまれにいる。ケータイなどの電波やインターネット回線はつながっており、スマートフォンなどのGPS機能も正常に作動するという。ライフラインも通じており、電気はソーラー発電と、電気ナマズの妖怪による発電でまかなっているとのこと。

## 登場人物

### 私立宇津角学園分校
間榎 甲兵（まえの こうへい）
昼間部の担任を務める青年教師。本校から赴任してきた初日に里と分校の実態を偶然知ってしまい、恐怖心から里からの脱出を考えていたが、月日が経つにつれて次第に里に馴染んでいく。
専攻科目は日本史だが、生徒たちがみな幕末辺りからの日本の歴史を直に見てきていることを知り、これを教えることを断念。得意の料理や裁縫の腕を活かし、「女子力」の授業を行うようになる。
海寺 奈賀芽（うなじ ながめ）
昼間部のクラス委員を務める生徒。薄紫色のポニーテールの少女。新任の甲兵のことを気に入り、恥ずかしがりつつも積極的な（時にはストーカーじみた）アプローチを仕掛けている。
正体はろくろ首。首はかなりの長さまで伸ばせるようで、時々首だけで甲兵の寮を覗きに来ている。父親は自らの伸びる首で消防団の火の見櫓を勤めている。
幕末期には京都でアルバイトをした経験もあり（後述の浦野、桿馬瀬、雪原も同様）、新選組などの人物に実際に逢った経験がある。
桿馬瀬 粧（かんばせ けわい）
昼間部の保健委員を務める生徒。ピンク色（雑誌では黄色）の髪の少女。他の生徒たちと比べてやや目鼻立ちがはっきりしている。実家は薬局。
正体はのっぺらぼう。普段の顔は化粧によるものであり、その出来栄えによって性格や体調が変化する。母親の香沙梨（かざり）はそれに加えて体格・性別までも自在に変えられるという（コスプレすることで看護士や医者になりきることもできるが、技能が伴うわけではない）。
浦野 桑江（うらの くわえ）
昼間部の生徒。黒いお下げ髪の少女。のんびりした性格で、おにぎりが大好き。母親の花散（かぢり）は学校の裏にある定食屋「浦飯屋」を経営している。
正体は二口女。また、触手でもある二本のお下げ髪の先端は、蛇の頭部のようになっている。
雪原 沙々女（ゆきのはら ささめ）
昼間部の生徒。水色のショートヘアの少女。活発で男勝りで短慮。サッカーが大好き。母親の魅雪（みゆき）は娘以上に熱血的な性格で、粧の母親・香沙梨とママ友でもある。
正体は雪女。自在に氷を作り出したり、口から冷気を吐き出したりする能力を持つ。暑さに弱い。
徒爪（とつめ）
分校の校長。妖怪の里の秩序維持を預かる顔役でもある。禿頭にヒゲ面、着物姿の壮年男性。娘が二人いる。
正体は一目入道。人間への変身を解いた状態では、自在に巨大化できる能力を持つ。
沖津 ねろり（おきつ ねろり）
分校の教師。赤い髪をうなじのあたりで束ねた美女。担当科目は化け学（化学にも詳しい模様）。語尾を延ばすのと「コ〜ンな」が口癖。
正体は妖狐（四尾の狐）。最上クラスで教えているだけあって妖力に絶大な自信を持つ。関ヶ原の戦いに何らかの形で関わったとされているが、本人は年齢をごまかしている。
作中では苗字しか登場しておらず、フルネームは単行本のおまけでのみ語られている（ネロリ油が由来とのこと）。

### その他
日兎美（ひとみ）
徒爪校長の娘で魔奈子の妹。父親譲りの大きな一つ目に、おかっぱ頭に着物姿の小さな女の子。甲兵になついている。
座敷童子
甲兵が暮らす職員寮の居候。黄色もしくは緑色の長い髪に、垂れ目で巨乳の美女。関西弁をしゃべる。年月を経て大人の姿になり、神通力を薄れさせている。
裁縫や炊事を得意としている。人間社会に十分紛れ込めると甲兵から認められているが、本人は学校には通っていない。
八海（やっかい）
妖怪の里で暮らすもう一人の人間。坊主だが煩悩（特に名声欲）にまみれており、人としてのモラルが欠如した一面も見られる。
偶然妖怪の里へ迷い込んで以来、妖怪を敵視し、退治するために法力の修行を続けている。ただし本人には霊感をはじめとする素質は一切ない。
元々住所不定で里の中をうろうろしていたが、後に奈賀芽たちに拾われ「ポチ」と名づけられ、学校内でひそかに飼われる形になった。
泳吉
河童。人間を嫌っている。同じく人間嫌いのぺとぺとさんや山ン婆などといった妖怪たちと「人間嫌い妖怪戦隊キライジャー」を結成し、里から甲兵を追い出そうと画策している。
魔奈子とは昔なじみである模様だが、ストレートに厭味を言う性格から、魔奈子からは疎ましく思われている。
朱乃盤
キライジャーの一員。当初はキライジャーという名前に隠れた矛盾を指摘したりしていたが、レッドに任命されてからはかなり乗り気になっている。
ぬらりひょんを「旦那」と呼び慕い、彼の指示により人間嫌いの妖怪を集めている。
津飼 魔奈子（つがい まなこ）
徒爪校長の娘で日兎美の姉。父親譲りの大きな一つ目を持つ美人。人間への変身を解いた状態では、目から熱光線を発射する能力を持つ。
宇津角学園分校の第一期卒業生にして、当時の担任教師だった津飼（つがい）と結婚して人間界へ出て行った、奈賀芽にとっては先駆者といえる存在。人間界では「MA☆NA」名義でプロのモデルをしている。
現在は妖怪の里に帰省中。奈賀芽たちに対して、人間界で習得したメイクテクニックを教える傍ら、「人間と関わると将来痛い目に遭う」と諭している。
ぬらりひょん
妖怪の里の設立にも貢献したほどの実力者。ただし徒爪からは「里の秩序を乱しかねない存在」とみなされ、犬猿の仲にある。
しばらく里を離れていたが、「ビジネス」のために舞い戻り、計画の第一段階として里に妖怪向けの百貨店「ぬらりや」を開店する。

## 書籍情報

### 単行本
- あろひろし『妖こそ!うつつの分校』 芳文社〈まんがタイムコミックス〉、全3巻
  1. 2013年12月22日発行（2013年12月7日発売[2]）、ISBN 978-4-8322-5251-6
  2. 2014年8月22日発行（2014年8月7日発売[2]）、ISBN 978-4-8322-5314-8
  3. 2015年9月22日発行（2015年9月7日発売[2]）、ISBN 978-4-8322-5417-6